# Southington
Southington è un comune di 42.077 abitanti degli Stati Uniti d'America, situato nella Contea di Hartford nello Stato del Connecticut.